# Holderness
Holderness désigne une plaine fertile de la côte du Yorkshire de l'Est, en l'Angleterre. Cette ancienne région marécageuse a été polderisée à la fin du Moyen Âge. Du point de vue du relief, Holderness ressemble beaucoup plus aux Pays Bas qu'au reste du Yorkshire. Traversée par le Méridien de Greenwich, elle est fermée au nord et à l'ouest par les Wolds du Yorkshire.
Holderness était jusqu'au XIXe siècle une centurie, dissoute en 1888 dans le cadre du Local Government Act. De 1974 à 1996, Holderness dépendait du Borough de Holderness dans le Humberside. Les villes de Kingston upon Hull, à la pointe sud-ouest de Holderness, et de Bridlington, au nord-est, ne font pas partie de la région. Les principales villes de la plaine maritime de Holderness, qui s'étend du cap de Flamborough Head au cap de Spurn Head, sont Beverley, Withernsea, Hornsea et Hedon.

## Transports
Les frontières naturelles de cette plaine ressortent nettement des escarpements crayeux des Wolds du Yorkshire au nord et à l'ouest, du littoral de la Mer du Nord à l'est et de l’estuaire du Humber au sud.
Il faut, pour accéder au réseau autoroutier, emprunter la route nationale A63 à Hull. C'est également par le port de Hull que l'on rejoint le continent, grâce aux dessertes quotidiennes par ferry vers Rotterdam et Zeebruges. Le réseau des routes A rayonne de Hull et de la station balnéaire de Bridlington hormis l'A1033 qui relie Withernsea sur la côte sud-est à l'arrière-pays.
La seule ligne de chemin de fer encore en exploitation est la Yorkshire Coast Line, qui relie Hull et Bridlington, et polarise l'urbanisation à l'ouest. Jusque dans les années 1960, il y avait des lignes ferroviaires entre Hull, Hornsea et Withernsea, mais elles ont été abandonnées conformément aux recommandations du rapport Beeching. Un projet de ligne, la North Holderness Light Railway (1901), devait relier la gare de Beverley à North Frodingham, mais il n'a pas été retenu.

## Géographie physique

### Climat
Comme le reste du Royaume-Uni, la région de Holderness connaît des étés généralement tièdes et des hivers relativement doux, à la saisonnalité bien marquée et un temps très changeant d'un jour à l'autre ; par sa latitude, Holderness subit l'influence prédominante des vent d'ouest nés des dépressions atlantiques et des fronts pluvieux qui les accompagnent, et qui sont à l'origine de conditions instables, surtout en hiver. Par intervalles, de petits anticyclones mobiles amènent des épisodes de beau temps mais en hiver, les anticyclones s'accompagnent d'un temps froid et sec. Pour sa latitude, la région bénéficie d'un climat doux grâce à l'influence stabilisante du Gulf Stream et à la proximité de la Mer du Nord. À l’ombre pluviométrique de la chaîne des Pennines et des Wolds du Yorkhire, la plaine de Holderness est épargnée par l'humidité et les vents pluvieux soufflant de l'ouest. La température de l'air diminue la nuit, et janvier est le mois le plus froid de l'année. Généralement, on enregistre un volume de précipitations annuel compris entre 600 et 700 mm d'eau par an, ce qui est faible relativement à la moyenne du Royaume-Uni (1 125 mm).

### Relief et géologie

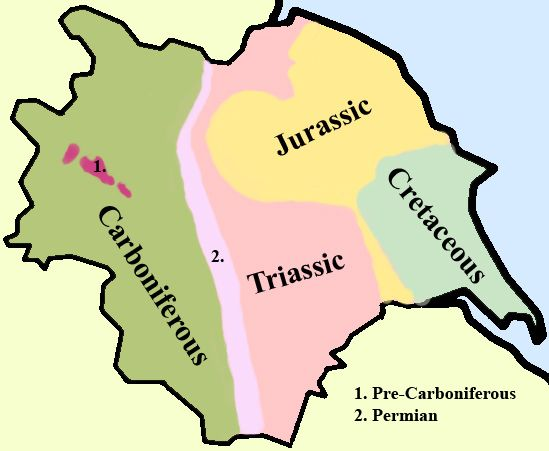
Géologie du Yorkshire.

Du point de vue géologique, la plaine de Holderness repose sur des bancs de craie du Crétacé, mais par endroits ces bancs sont si profondément enfouis sous les sédiments glaciaires qu'ils n'ont aucune traduction géomorphologique. Le paysage est dominé par les dépôts de tillite, d'argile détritique et d'argile glaciaire qui forment les lacs. Ces sédiments se sont déposés au cours de la glaciation du Devensien. Les dépôts glaciaires forment une plaine plus ou moins accidentée, dont les mares (appelées dans le Yorkshire « meres ») sont comblées de tourbe, indice de la présence d'anciennes cuvettes lacustres. On trouve bien d'autres vestiges des glaciations : drumlins, crêtes and kettles ponctuent ce paysage.
Les dépôts glaciaires, bien irrigués, forment un sol fertile favorable à l'agriculture intensive. La région est couverte de champs étendus, entrecoupés de fossés de drainage. La région est fort peu boisée, ce qui lui confère un caractère essentiellement rural, tot en l'exposant aux vents et à l'érosion marine.

### Érosion
Les côtes de Holderness sont victimes de la forte érosion du littoral en Europe : 1,52 m par an en moyenne, soit 2 millions de tonnes de sédiments chaque année. Une partie de ces sédiments est transportée par charriage : 3 % se déposent le long de la pointe de Spurn, au sud. L’expansion sur la mer du cap de Spurn Head se manifeste par la succession de phares qu'on a pu y édifier. On pense que la côte a reculé de plus de 50 km depuis l’occupation romaine, entraînant la disparition de 23 villes ou villages, dont Ravenspurn.
L’érosion est due essentiellement à l'action du long fetch nord-est qui développe une forte houle, et à la fragilité des roches formant les falaises. Holderness est une ancienne baie qui s'est comblée de sédiments au cours de la dernière glaciation : elle comporte pour cette raison une forte teneur en tillite et en argile détritique, facilement érodables.

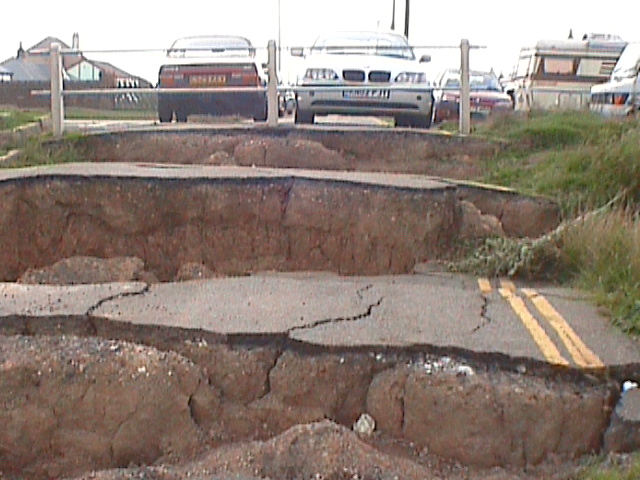
L’érosion côtière à Aldbrough (Holderness).

Tous les villages affectés par l’érosion se trouvent sur la rive nord de l’estuaire du Humber. Cette zone sinistrée s'étend du cap de Flamborough Head (avec ses imposantes falaises de craie, juste au nord de Bridlington) au cap de Spurn Head (le cordon littoral de la carte). Des villages historiques comme Ravenser, qui avait un député dans le parlement d’Édouard Ier, ont ainsi totalement disparu.
Les autorités locales s'efforcent de combattre l’érosion par différents moyens : des défenses de côtes dures comme les caissons en béton armé et les épis de rondins montrent une certaine efficacité. On avait envisagé de créer au large de la côte une longue risberme faite de pneus pour limiter les risques d'érosion mais ce projet s'est avéré trop coûteux.
Les principales défenses de côte sont des murs de soutènement en béton armé, des épis, et des gabions ; toutefois, la construction de ces ouvrages à la mer a très sérieusement aggravé l'érosion le long des côtes adjacentes non-protégées, avec un recul enregistré de 20 mètres par an par endroits ; on a cependant observé qu'à moyen terme, l'érosion s'y ralentit jusqu'à reprend son rythme normal de 2 mètres par an.

### Hydrographie
La plaine de Holderness est arrosée par le Hull et ses affluents, ainsi que par plusieurs ruisseaux côtiers. La vallée du Hull est une cuvette large et peu profonde ; elle est endiguée dans son cours aval. La barrière anti-tempête de Hull (Tidal Surge Barrier), qui garde l'embouchure, sert à protéger ces digues des marées exceptionnelles. Une grande partie de la plaine maritime de Holderness est trop plate et trop peu élevée, de sorte qu'un réseau de rigoles profondes permet de drainer le secteur. Dans son cours moyen et aval, l'eau du Hull est pompée et transférée dans des canaux de décharge surélevés, qui se déversent directement à la mer de façon gravitaire. Le plus grand de ces canaux est Holderness Drain, construit en 1764 par l’ingénieur John Grundy, Jr.
Dans l'est et le sud-est de Holderness, un réseau complexe de drains et de rigoles viennent se déverser dans le Humber ou, plus à l'est, dans la Mer du Nord. Pour gérer l'impraticabilité de ces dispositifs de décharge en période de forte marée, les riverains ont installé des pompes.

## Environnement
On peut distinguer trois grands écosystèmes à travers le pays :
- La vallée de Hull

La vallée du Hull sillonne l’ouest de la plaine de Holderness. La rivière et ses zones humides abritent une grande variété de plantes et d’animaux. Les affluents du cours supérieur prennent leur source dans les Wolds du Yorkshire puis viennent irriguer les dépôts de sédiments glaciaires et alluvionnaires de Holderness. Le lit de la rivière présente une composition variable, reflet d’une géologie contrastée. Dans le cours amont, le lit mineur est couvert de renoncules, de cresson sauvage, de Myriophylle verticillé et de Myriophylle en épis ; la végétation secondaire est composée de rubaniers, d'ajoncs et de Glyceria maxima.
Si, depuis les années 2000, les loutres ont re-colonisé le cours amont de la rivière, le Grand campagnol n'est plus représenté que par quelques populations isolées. Parmi les principales espèces d’invertébrés, on trouve les éphémères. Les communités avicoles sont diverses : vanneaux, bécassines et Chevalier gambette. On peut aussi y voir des oies sauvages telles le colvert et les cygnes, avec la Bergeronnette printanière, le Phragmite des joncs, les rousserolles et le Bruant des roseaux.
Plus au sud, en direction de Beverley et de Hull, la rivière subit l'influence des marées et sa salinité augmente nettement. Dans son cours aval, les endiguements ont détruit plusieurs habitats. La majorité des anciennes zones humides ont été asséchées pour les ouvrir à l’agriculture ; il n'en subsiste que quelques îlots le long de la vallée du Hull entre Driffield et Wansford. Elles sont couvertes de diverses espèces de joncs, d’acores et de cypérales ainsi que d’iris, de valériane et de reines-des-prés.
Il n'y a plus que quelques bosquets où trouvent refuge Pluvialis et vanellinés.
- La côte

La côte entre Bridlington au nord et Spurn Point est le théâtre d'un intéressant processus de dynamique côtière : les falaises de craie tendre de Holderness subissent une érosion rapide, et le matériau érodé vient se déposer par charriage contre la péninsule de Spurn. La rapidité de l'érosion le long des falaises de tillite ne laisse place qu'à une végétation rudérale sporadique de tussilages et aux colonies d'Hirondelles de rivage.
Le lac de Hornsea Mere est le plus vaste plan d'eau naturel du Yorkshire (120 ha). C'est à la fois un habitat d'eau douce typique, avec des roseraies, des zones marécageuses et une ripisylve. Il constitue une étape pour les populations d’oies sauvages hibernant tandis que ses roseraies servent de refuge aux rousserolles. Sa flore caractéristique est faite de palustres, de grandes berles et de massettes.
- L’estuaire du Humber

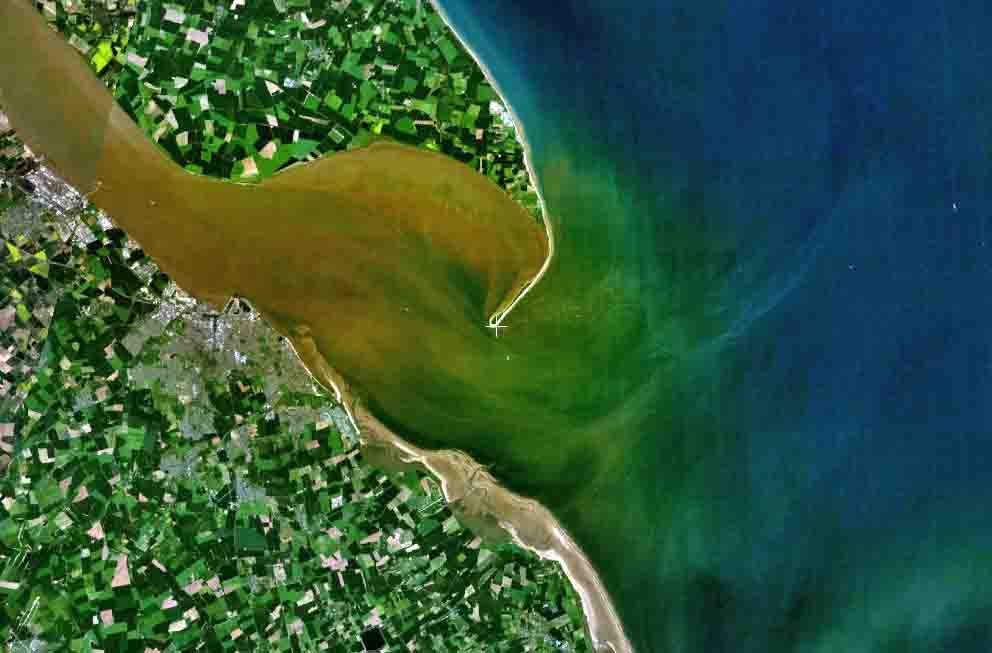
Charriage des limons dans l'estuaire du Humber.

La zone maritime de l’estuaire du Humber comporte localement des bancs d'algues marines, qui fournissent nourriture et habitat à quelques 133 000 limicoles et oies sauvages. Il s'y trouve de nombreuses communautés d’invertébrés. L’estuaire abrite aussi de nombreux oiseaux, des Phoques gris et des Crapaud calamites.
La cap de Spurn Point, à l'extrémité de la péninsule de Spurn, est fait de moraines glaciaires consolidées, moins vulnérables à l’érosion que le reste de la côte de Holderness. La péninsule de Spurn est une plage de dunes qui divague au gré du ressac : la houle transporte le sable de l'est de cette plage et le dépose plus à l'ouest ; dans l’estuaire, au contraire, les processus de transport sont pilotés par l'action dominante des marées. Le mascaret charrie davantage de sédiment vers l'amont de l'estuaire, qui s'envase, que le reflux n'en retire.
Ainsi, l’estuaire est peu profond du fait de son envasement continu ; mais le recul isostatique du reste de la côte ronge la plaie de Holderness, qui perd annuellement 3 mm, et le réchauffement climatique fait monter le niveau de la mer. Les effets combinés de ces processus auront fait monter le niveau de l'eau à l'intérieur de l’estuaire de 50 cm dès 2050. Or une grande partie de la plaine estuarienne est en dépression, et les défenses de côte ne sont efficaces qu'à court terme, et même peuvent aggraver les conséquences de la montée des eaux à long terme. La solution envisagée est un transfert coordonné des défenses de côte vers l'amont, ce qui va étendre les habitats maritimes actuels et favoriser les processus de compensation naturels.

## Histoire
Les indices archéologiques indiquent que les premiers colons se sont établis à Holderness au Néolithique : c'était alors une plaine marécageuse, ponctuée d'îles et de ripisylves. L'abaissement du niveau de la mer a entraîné un assèchement progressif, faisant disparaître les arbes, et les premières zones asséchées ont vu naître les premiers habitats.

### Moyen Âge
Le Domesday Book nous apprend qu'il y avait, sous le règne d’Édouard le Confesseur, plus de 45 propriétaires différents dans les marécages de Holderness. Le toponyme de Holderness renvoie au danois hold qui désignait un gros propriétaire terrien, peut-être Thurbrand, surnommé « le hold », assassiné vers 1024. Le suffixe -ness indique généralement une avancée de terre plongeant vers le lit d'une rivière ou une péninsule.
Au terme de la Conquête normande de l'Angleterre, Guillaume le Conquérant attribua toute cette région à Drogon de la Beuvrière, un de ses alliés flamands. Drogon avait fait construire un château à Skipsea, lorsqu'en 1087 ses terres lui furent confisquées et octroyées au comte Eudes de Champagne, aîné de la maison irlandaise de Grace ; mais Holderness fut confisquée derechef lorsqu'Eudes se rebella contre Guillaume le Roux en 1095. Elle fut restituée à son fils Étienne d'Aumale en 1102. Puis l’honneur de Holderness se transmit entre les comtes d’Aumale successifs :
- Guillaume le Gros 1127–1179
- Hawise d'Aumale 1179–1194 dont les maris devinrent comtes jure uxoris:
  - Guillaume de Mandeville (3e comte d'Essex) 1180–1189
  - Guillaume de Forz 1189–1194
  - Baudouin de Béthune 1195–1212
- Guillaume de Forz (3e comte d'Albemarle) († 1242), fils de la 2nde comtesse par son second mariage avec Guillaume de Forz
- Guillaume de Forz (4e comte d'Albemarle) († 1260), fils du précédent

Guillaume de Forz (4e du nom), laissa à sa mort ses terres et titres à ses enfants Thomas et Guillaume, sa femme, Isabelle de Forz, étant leur tuteur. Isabelle devait survivre à ses deux fils et même à sa fille Aveline, qui épousa Edmond de Lancastre (fils de Henri III), mais mourut prématurément, âgée de seulement 15 ans. C'est ainsi que l'honneur de Holderness retourna à la Couronne.
Le petit port commercial de Ravenser Odd, qui était représenté dans le parlement du XIIIe siècle, a disparu par suite de l’érosion côtière : le port de Kingston upon Hull peut être considéré comme son successeur.
L'essentiel des terres de Holderness fut désormais géré par l’évêque de Durham et l’Archevêque d'York. Les autres gros propriétaires de la région étaient les abbayes de Meaux et Thornton et les prieurés de Swine, Nunkeeling et Bridlington. Ces terres furent confisquées par la Couronne lorsqu'Henri VIII ordonna la Dissolution des monastères au XVIe siècle.

### Ère Tudor et Stuart
La seigneurie d'Aumale fut elle-même rendue à la Couronne et a été attribuée, avec quelques autres terres ecclésiastiques, à la famille des Constable au XVIe siècle. Les autres grands domaines monastiques ont été vendus à des propriétaires privés aux XVIIe et XVIIIe siècles. L'assèchement à grande échelle du pays et la constitution de services d'assèchement ont vu été mis sur pied à la fin du XVIIIe siècle, mettant un terme aux inondations les plus graves. Les derniers marais ont été annexés aux fermes et ces étangs éphémères, les meres, ont peu à peu disparu.

### Période contemporaine
La connexion de Hull par le chemin de fer a fait la prospérité de la station balnéaire de Hornsea, devenue une ville-dortoir de Hull. C'a été le destin de plusieurs villages de la côte, autrefois agricoles. La pression immobilière a réduit énormément l'espace occupé par les cultures, mais les terres restantes sont désormais aux mains de vastes exploitations, gérées par un petit nombre de fermes. La ligne de chemin de fer de Hornsea a été fermée en 1965.

## Économie
Le revenu moyen par foyer à Holderness en 2004 était de 27 958 £, alors que la moyenne nationale est de 30 081 £. La région possède de nombreux commerces dans les trois petites villes de Hedon, Hornsea et Withernsea ; les centres commerciaux se trouvent à Bridlington et Beverley. Hull est le principal bassin d'emplois.
L’agriculture constitue l'activité traditionnelle du pays, et le secteur horticole s'est développé dans la plaine fertile du sud-ouest. L'élevage porcin est également assez actif. En 2001, le secteur primaire employait 4,5 % de la population active.
L’industrie va des petits ateliers de Hornsea et de Withernsea aux terminaux gaziers d'Easington et de Dimlington sur la côte est, qui retraitent le gaz extrait des forages de la Mer du Nord. Les raffineries BP de Saltend, qui retraitent les condensats tirés du gaz, sont le principal employeur de la région.
Le tourisme contribue de façon importante à l'économie des stations de Hornsea et Withernsea : les céramiques de Hornsea Pottery and Freeport attirent chaque année près d'un million de visiteurs.

## Holderness dans la littérature
« L'École du Prieuré », une nouvelle de Arthur Conan Doyle du cycle des Sherlock Holmes, se déroule pour l'essentiel à Holderness. L'un des principaux personnages est le duc de Holderness, qui habite dans le château fictif de Holderness Hall. Parmi les autres romans dont l'action tourne autour de Holderness, citons encore Le Conte de l'huissier d'église de Geoffrey Chaucer et South Riding de Winifred Holtby. Dans Spurn Head, titre de la troisième partie du romain de Will Self, Walking to Hollywood, l'érosion de la côte de Holderness Csert de métaphore à la maladie d'Alzheimer.